# قزاق‌لار (گران‌بوی)
قزاق‌لار (به لاتین: Qazaxlar) یک منطقه مسکونی در جمهوری آذربایجان است که در شهرستان گران‌بوی واقع شده است. قزاق‌لار ۳۷۴ نفر جمعیت دارد.